# エレットロニカ・ニュートン
エレットロニカ・ニュートン（英語: Elettronica Newton）は、イタリアのエレットロニカ・サンジョルジョ・エルサーグ（後にレオナルド S.p.Aが吸収合併）社が開発した艦載用の電子戦システム。アメリカ合衆国のAN/SLQ-32と同様のモジュール化設計を採用しており、各サブシステムを適宜組み合わせることで、様々な大きさの艦艇に対応した様々なバージョンが存在する。

## サブシステム
- 電波探知装置
  - ELT/123 - 初期のシステムの中核的なサブシステムとなったレーダー警報受信機（RWR）。インターフェースとしては小型のキーパッドが用いられており、専任のオペレータは不要である。単体ではファラッドと称されている[1]。
  - ELT/261 - ELT-123を補完するIFM受信機および操作コンソール。コンソールは一人用の大画面型で、脅威情報の管理や情報ライブラリの参照が可能であり、また電波妨害装置の統制、艦の戦術情報処理装置との連接も担当した。空中線部は4つの無指向性アンテナから構成されていた。ELT/123と連動して、2-18ギガヘルツの帯域に対応可能とされていた[1]。
  - ELT/211 - ELT/123とELT/261を統合したサブシステム。
- 電波妨害装置
  - ELT/318 - ノイズ妨害装置。空中線部としては、円筒形の無指向性アンテナであるELT/814が用いられる[1]。
  - ELT/361 - レーダーに対するノイズ妨害装置[3]。空中線部はELT/828で、球形レドームに収容されている[1]。
  - ELT/511 - NATO向けの電波妨害装置[1]。
  - ELT/521 - 測距に対する欺瞞妨害装置。空中線部としては、円筒形の無指向性アンテナであるELT/814が用いられる[1]。
  - ELT/562 - レーダーに対する欺瞞妨害装置[3]。

## バリエーション
ニュートン・アルファ
100-500トン級の艇のためのシステム。ELT/211に加えて、ELT/318またはELT/521を搭載する。
ニュートン・ベータ
250-1,000トン級の艦のためのシステム。ELT/211に加えて、ELT/318（ELT/814アンテナ×2基）とELT/521（ELT/828アンテナ×2基）を搭載する。
ニュートン・ガンマ
1,000-3,000トン級の艦のためのシステム。ELT/211に加えて、ELT/318×1基とELT/521（ELT/828アンテナ×2-3基）×2基、ELT/814×2-3基を搭載する。2-18ギガヘルツを4つのバンドとしてカバーしており、これは、パルス波と連続波を識別して2基のCRTに表示される。また他の2基のCRTには信号の解析結果が表示され、5基目のCRTにはDバンドのデータが表示される。また電波妨害装置は、捜索中追尾レーダーに対するレーダ角度妨害にも対応している。
ニュートン・ラムダ（SLQ-D/SLR-4）
ELT/211に加えて、ELT/318×1基とELT/521×3基、あるいはELT/318×2基とELT/521×2基を搭載する。空中線部としてはそれぞれELT/828×4基を搭載する。
ニュートン・イプシロン（SLQ-B,C/SLR-4）
ヘリコプター巡洋艦「ヴィットリオ・ヴェネト」用のシステム。ELT/211, ELT/318×2基, ELT/521×3基から構成される。
また、ニュートン・ラムダをもとに、ELT-211用に2つ目のコンソールを追加したネットゥーノ（Nettuno）、さらに空中線部に改正を加えたネットゥーネル（Nettunel）が派生した。なお本国のイタリア海軍においては、下記のような専用機が用いられているほか、オランダ海軍のSLQ-01も本機の派生型である。
- SLR-3 - 公式には、サブシステムごとにSPR-D, SLQ-B,Cと称されているが、これはそれぞれELT/814をもとに、高周波数または低周波数に対応した小改正型と考えられている。またフリゲートでは1機種で全帯域に対応したSLQ-Dが用いられる。
- SLR-4 - ELT/261の信号処理能力を増強したものと考えられている。

中華人民共和国においても、1985年に第723研究所（揚州船用電子儀器研究所）により、ニュートン・ベータをもとにした山寨版として981型（HZ-100、輸出名はNRJ5）が開発された。さらに発展型の984型や985型も開発されて、同国海軍の多くの艦に搭載されている。

## 採用国と搭載艦
- イタリア海軍
  - マエストラーレ級フリゲート - ニュートン・ラムダ
  - ルポ級フリゲート - ニュートン・ラムダ
    -  ペルー海軍
    -  ベネズエラ海軍

  - レリチ級機雷掃討艇（英語版） - ファラッド
  - カシオペア級哨戒艦 - ファラッド
- オランダ海軍
  - ファン・スペイク級フリゲート - ニュートン・ガンマ
    -  インドネシア海軍

  - コルテノール級フリゲート - ニュートン・ラムダ、オランダ海軍では後日ラムセス・システムと換装されて撤去
    -  ギリシャ海軍 - エリ級フリゲート
    -  アラブ首長国連邦海軍
- スペイン海軍
  - デスクビエルタ級コルベット - ニュートン・ベータ
    -  エジプト海軍
    -  モロッコ海軍
- 中国人民解放軍海軍
  - 053H2型フリゲート（江滬III型） - 981型
  - 053H1G型フリゲート（江滬V型） -981型
  - 052A型駆逐艦（旅滬型） - 984型
  - 052B型駆逐艦（広州級） - 984型
  - 054/054A型フリゲート（江凱型） - 985型
- タイ海軍
  - ナレースワン級フリゲート - 981型ないしニュートン・ベータ